# Euproctis angolae
Euproctis angolae är en fjärilsart som beskrevs av George Thomas Bethune-Baker 1911. Euproctis angolae ingår i släktet Euproctis och familjen tofsspinnare. Inga underarter finns listade i Catalogue of Life.